# Dodge Standard
Der Dodge Standard (auch: Dodge Serie 140 / 141), später Dodge Serie J, war ein Mittelklasse-PKW der Firma Dodge Brothers in Detroit, der im März 1928 vorgestellt wurde. Nach Übernahme durch Chrysler 1928 wurde er noch ein Jahr weitergebaut. Mitte 1934 wurde als Nachfolger der Dodge DP-Serie nochmals ein Dodge Standard Serie DRXX aufgelegt.

## Von Jahr zu Jahr

### Standard Serie 140 / 141 (März 1928–Juli 1928)
Die Wagen hatten einen seitengesteuerten Sechszylinder-Reihenmotor mit 3408 cm³ Hubraum, der 58 bhp (42,6 kW) bei 3000/min. abgab. Der Standard war das einfachste Modell der Marke neben dem 10 Monate früher eingeführten, großen Senior und dem 2 Monate früher vorgestellten, mittleren Victory. Wie bei den Schwestermodellen, wurde seine Kraft über eine Einscheiben-Trockenkupplung und ein Dreiganggetriebe auf die Hinterräder übertragen. Auf dem Fahrgestell mit 2794 mm Radstand wurden ein 4-türiger Tourenwagen, eine 4-türige Limousine (in Normal- und Deluxe-Ausstattung), ein 2-türiges Coupé mit 2 Sitzplätzen und ein 2-türiges Sport-Cabriolet angeboten. Hydraulische Bremsen an allen vier Rädern gehörten zur Serienausstattung.

### Serie J (Juli 1928–Januar 1929)
Mitte 1928 wurden die Wagen ohne große Veränderungen umgetauft. Auch die Palette der Aufbauten wurde unverändert übernommen.
Anfang 1929 wurde die J-Serie ohne Nachfolger eingestellt, während die Schwestermodelle als DA-Serie und DB-Serie weitergebaut wurden.

### Standard Serie DRXX (Juni 1934–November 1934)
Der Wagen hatte – wie seine fünf Monate früher erschienen Schwestermodelle Special Serie DS und Deluxe Serie DR – einen seitengesteuerten Sechszylinder-Reihenmotor mit 3569 cm³, der 82 bhp (60,3 kW) bei 3600/min. leistete. Einscheiben-Trockenkupplung, Dreiganggetriebe und Hinterradantrieb hatte dieses Fahrzeug unverändert. Der Radstand des Fahrgestells betrug 2972 mm. Als Aufbauten wurden eine 2-türige Limousine, eine 4-türige Limousine, zwei 2-türige Coupés mit 2 oder 4 Sitzplätzen und ein 2-türiges Cabriolet mit 2 oder 4 Sitzplätzen geliefert. Wie damals üblich, gab es auch Fahrgestelle mit allen mechanischen Komponenten, die kundenseitig an Karosseriebaubetriebe vergeben wurden, die sie mit Spezialaufbauten versahen.
Nachfolger des vorgenannten Dreigestirns war ab Januar 1935 der Dodge New Value.